# Волчинец (Казатинский район)
Волчинец (укр. Вовчинець) — село на Украине, находится в Казатинском районе Винницкой области.
Код КОАТУУ — 0521481003. Население по переписи 2001 года составляет 913 человек. Почтовый индекс — 22113. Телефонный код — 4342.
Занимает площадь 2,5 км².

## Известные уроженцы
- Острожинский, Валентин Евгеньевич (р. 1935)  — украинский советский партийный и государственный деятель, первый секретарь Тернопольского обкома КП Украины (1987—1990). Кандидат философских наук. Почётный гражданин г. Житомира.

## Адрес местного совета
21113, Винницкая область, Казатинский р-н, с.Волчинец, ул.Ленина, 72